# Ophiogramma zoe
Ophiogramma zoe är en fjärilsart som beskrevs av Louis Beethoven Prout 1910. Ophiogramma zoe ingår i släktet Ophiogramma och familjen mätare. Inga underarter finns listade i Catalogue of Life.